# Kancho

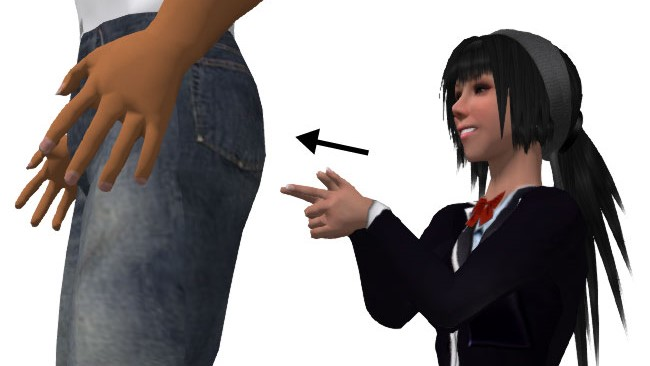
Illustration av Kanchō.

Kanchō (カンチョー kanchō) är ett spratt som skolungdomar i Japan spelar varandra. Det går ut på att föra ihop sina två pekfingrar och försöka att sticka upp dem i stjärten på ett intet ont anande offer. Det påminner om en nordamerikansk wedgie eller goosing.
Kanchō har varit populärt i Japan och andra asiatiska länder i flera år, men det har nyligen[när?] blivit extra populärt på grund av animen Naruto, där det kallas Tusen År av Smärta/Död. I Japan finns ett lekprogram[förklaring behövs] i vilket en kändis utför kanchō på slumpmässigt utvalda främlingar. I Sydkorea kallas det för ttong chim, ddong chim eller dong chim (똥침 på Hangul) och i Filippinerna kallas det bembong eller pidyok, från det filippinska ordet tumbong for svanskota. 
I flera länder är kanchō förbjudet och betraktas som sexuella trakasserier eller övergrepp.

## Etymologi
Ordet kanchoo är slang för det japanska ordet för lavemang (浣腸 kanchō).  Ordet skrivs oftast med katakana, när det används i sin slangform och med kanji, när det används i medicinsk mening.